# Hamish Kerr
Hamish Kerr (* 17. August 1996 in Dunedin) ist ein neuseeländischer Leichtathlet, der sich auf den Hochsprung spezialisiert hat. 2024 feierte er mit dem Gewinn der Goldmedaille bei den Olympischen Sommerspielen in Paris seinen größten sportlichen Erfolg.

## Leben
Hamish Kerr wuchs in Auckland auf und trat im Alter von 10 Jahren einem lokalen Leichtathletik-Club bei. Nach Anfängen im Mittelstreckenlauf, wechselte der heute 1,98 m große Athlet im Jugendalter zum Hochsprung, nachdem er, trotz fehlender Spezialisierung, ganz nebenbei jährlich seine Besthöhe jeweils deutlich steigern konnte. Nach dem Schulabschluss kehrte er aus Studiengründen eine Zeit lang dem Hochsprung den Rücken zu, bevor er zur Saison 2016/2017 wieder ins Training einstieg. 2018 zog er nach Christchurch auf die Südinsel Neuseelands.

## Sportliche Laufbahn
Hamish Kerr bestritt im Jahr 2014 seine ersten Wettkämpfe im Hochsprung auf nationaler Ebene. Damals gewann er die Bronzemedaille bei den Neuseeländischen Meisterschaften. Bis zum Ende der Saison steigerte er seine Besthöhe auf 2,08 m. Ein Jahr darauf gewann er im gleichen Wettkampf mit Bestleistung von 2,13 m die Goldmedaille. 2017 trat er zur Universiade in Taipeh an, scheiterte dabei allerdings in der Qualifikation. Während des Wettkampfes kam er mit dem Hochsprungtrainer Terry Lomax in Kontakt, unter dessen Anleitung er fortan trainierte. Ein Jahr darauf gewann er seinen insgesamt dritten nationalen Meistertitel. Im Dezember desselben Jahres steigerte er seine Bestleistung auf 2,25 m und rückte damit auf den zweiten Platz der ewigen Bestenliste seines Heimatlandes vor. 2019 gewann er mit der Goldmedaille von den Ozeanienmeisterschaften im australischen Townsville seine erste Medaille bei einer internationalen Meisterschaft. Dabei übersprang er erstmals 2,30 m und egalisierte damit den Nationalrekord von Glenn Howard, den dieser im Jahr 2000 aufstellte. Mit der neuen Bestleistung erfüllte er auch die Qualifikation für die Weltmeisterschaften in Doha. Bevor er in Katar an den Start ging, trat er im Juli zum zweiten Mal zur Universiade an. Diesmal gelang es ihm in das Finale einzuziehen, allerdings zog er sich während der Qualifikation eine Verletzung am Sprunggelenk zu, weshalb er auf einen Start im Finale verzichtete. In Doha verpasste er anschließend im August als Zehnter seiner Qualifikationsgruppe den Einzug in das Finale.
Im Februar 2021 steigerte er seine Bestleistung auf 2,31 m, womit er alleiniger Inhaber des Nationalrekords wurde. Damit war er für die Olympischen Sommerspiele in Tokio qualifiziert. Bei seiner Olympiapremiere gelang es ihm in das Finale einzuziehen. Darin übersprang er 2,30 m und beendete das Finale damit auf dem zehnten Platz. 2022 trat er im Frühjahr bei den Hallenweltmeisterschaften in Belgrad an. Mit übersprungenen 2,31 m stellte er einen neuen neuseeländischen Nationalrekord auf und belegte, zusammen mit dem Italiener Gianmarco Tamberi, den geteilten dritten Platz. Kurz nach Weltmeisterschaften wurde er positiv auf das SARS-CoV-2-Virus getestet, wodurch er aufgrund von Nachwirkungen in den folgenden Wettkämpfen noch nicht zurück bei seiner Bestform war. Anfang Juni verteidigte er mit übersprungenen 2,24 m seinen Meistertitel bei den Ozeanienmeisterschaften in Queensland. Im Juli nahm er an seinen zweiten Weltmeisterschaften teil. Wie schon 2019 verpasste er es sich als Achter seiner Qualifikationsgruppe, diesmal deutlich knapper, für das Finale zu qualifizieren und schied aus. Kurz darauf gewann er mit übersprungenen 2,25 m die Goldmedaille bei den Commonwealth Games in Birmingham. 2023 trat Kerr im August in Budapest zum dritten Ma bei den Weltmeisterschaften an. Dort übersprang er in der Qualifikation 2,22 m, womit er das Finale verpasste. Zwei Wochen nach seinem Wettkampf in Budapest, übersprang er beim Diamond-League-Meeting in Zürich mit 2,33 m eine neue Besthöhe. Nach der Saison 2023 wechselte Kerr mit James Sandilands den Trainer. Sein bisheriger Coach, Terry Lomax, ist weiterhin für ihn beratend tätig.
2024 feierte Kerr mit übersprungener Besthöhe von 2,36 m und dem damit verbundenen Gewinn der Goldmedaille bei den Hallenweltmeisterschaften in Glasgow seinen bis dahin größten sportlichen Erfolg. Übertroffen wurde dieser Erfolg noch im selben Jahr, als er in Paris die Goldmedaille bei den Olympischen Sommerspielen gewinnen konnte. Nach zunächst gleicher Anzahl an Fehlversuchen wie sein Konkurrent aus den Vereinigten Staaten, Shelby McEwen, übersprang er im ersten Versuch wie bei seinem Hallenweltmeistertitel die 2,36 m und sicherte sich im anschließenden Stechen Gold vor McEwen.

## Wichtige Wettbewerbe
| Jahr                   | Veranstaltung             | Ort                    | Platz                  | Disziplin              | Höhe                   |
| Startet für Neuseeland | Startet für Neuseeland    | Startet für Neuseeland | Startet für Neuseeland | Startet für Neuseeland | Startet für Neuseeland |
| ---------------------- | ------------------------- | ---------------------- | ---------------------- | ---------------------- | ---------------------- |
| 2017                   | Universiade               | Taipeh                 | 7. (Qualif.)           | Hochsprung             | 2,10 m                 |
| 2019                   | Ozeanienmeisterschaften   | Townsville             | 1.                     | Hochsprung             | 2,30 m                 |
| 2019                   | Universiade               | Neapel                 |                        | Hochsprung             | DNS (Finale)           |
| 2019                   | Weltmeisterschaften       | Doha                   | 23.                    | Hochsprung             | 2,22 m                 |
| 2021                   | Olympische Sommerspiele   | Tokio                  | 10.                    | Hochsprung             | 2,30 m                 |
| 2022                   | Hallenweltmeisterschaften | Belgrad                | 3.                     | Hochsprung             | 2,31 m                 |
| 2022                   | Ozeanienmeisterschaften   | Mackay                 | 1.                     | Hochsprung             | 2,24 m                 |
| 2022                   | Weltmeisterschaften       | Eugene                 | 14.                    | Hochsprung             | 2,25 m                 |
| 2022                   | Commonwealth Games        | Birmingham             | 1.                     | Hochsprung             | 2,25 m                 |
| 2023                   | Weltmeisterschaften       | Budapest               | 19.                    | Hochsprung             | 2,25 m                 |
| 2024                   | Hallenweltmeisterschaften | Glasgow                | 1.                     | Hochsprung             | 2,36 m                 |
| 2024                   | Olympische Sommerspiele   | Paris                  | 1.                     | Hochsprung             | 2,36 m                 |

## Persönliche Bestleistungen
Freiluft
- Hochsprung: 2,36 m, 10. August 2024, Paris (neuseeländischer Rekord)

Halle
- Hochsprung: 2,36 m, 3. März 2024, Glasgow (Ozeanienrekord)